# Ecocapitalismo
O ecocapitalismo, capitalismo verde ou capitalismo sustentável é uma concepção do capitalismo na qual se incorporam os princípios do ecologismo aos da economia de mercado.
Baseia-se numa redução do impacto meio ambiental das mercadorias e dos processos de produção, através da reciclagem ou da maior eficiência energética e tecnológica. Por outro lado, fundamenta-se no mercado como a principal ferramenta para conseguir estes objetivos ambientais, associando-os à privatização e à mercantilização dos recursos naturais, convertendo-os em capital natural.
Esta visão sustenta que o crescimento econômico é compatível com a conservação da natureza sem reduzir as taxas de benefício, mas à custa de um regime de acumulação racional e uma transição desde o neoliberalismo.

## Críticas
As principais críticas a este modelo mantêm que o desenvolvimento sustentável não é compatível com as atuais ideias de progresso e crescimento económico que não têm em conta a interculturalidade, a democracia ou os limites do crescimento e os limites ecológicos que derivam do facto de viver num planeta finito.
Por outro lado, também se argumenta que as tentativas por conseguir uma economia verde têm falhado, tendo aprofundado as desigualdades entre países desenvolvidos e países em via de desenvolvimento, como tem ocorrido com o comércio de direitos de emissão, o sequestro de carbono ou o Protocolo de Quioto, constituindo soluções em curto prazo, mas que não têm abordado a verdadeira origem dos problemas ecológicos.